# Antoni Calonge Fontcuberta
Antoni Calonge Fontcuberta conegut pel pseudònim Calonge (Caldes de Montbui, 1956 - Barcelona, 1988) fou un dibuixant català. Va començar a publicar a partir de 1973 en revistes com Bésame Mucho, El Víbora, Interviú, El Papus o Don Balón. També va col·laborar gràficament en diaris com Catalunya Expréss o El Correo Catalán.
Calonge, amb el seu estil perfeccionista, va ser un autor sinònim de renovació i de qualitat en el còmic que es feia als anys vuitanta. La seva mort prematura va evitar que el seu nom es consolidés com uns dels grans del dibuix català.
L'any 2018 la Biblioteca de Catalunya va rebre com a donatiu uns 100 dibuixos originals, la majoria dels quals van ser publicats a la revista El Víbora. La seva germana Rosa Maria Calonge, junt amb altres estudiosos del món del dibuix, li va dedicar un llibre biogràfic l'any 2021.

## Àlbums publicats
- Calonge. Colección Delirio gráfico, La Cúpula, Barcelona, 1983. (castellà)[3]
- Diversos autors: Comer. Unicorn, Barcelona, 1985. (castellà)